# Grüner Hügel

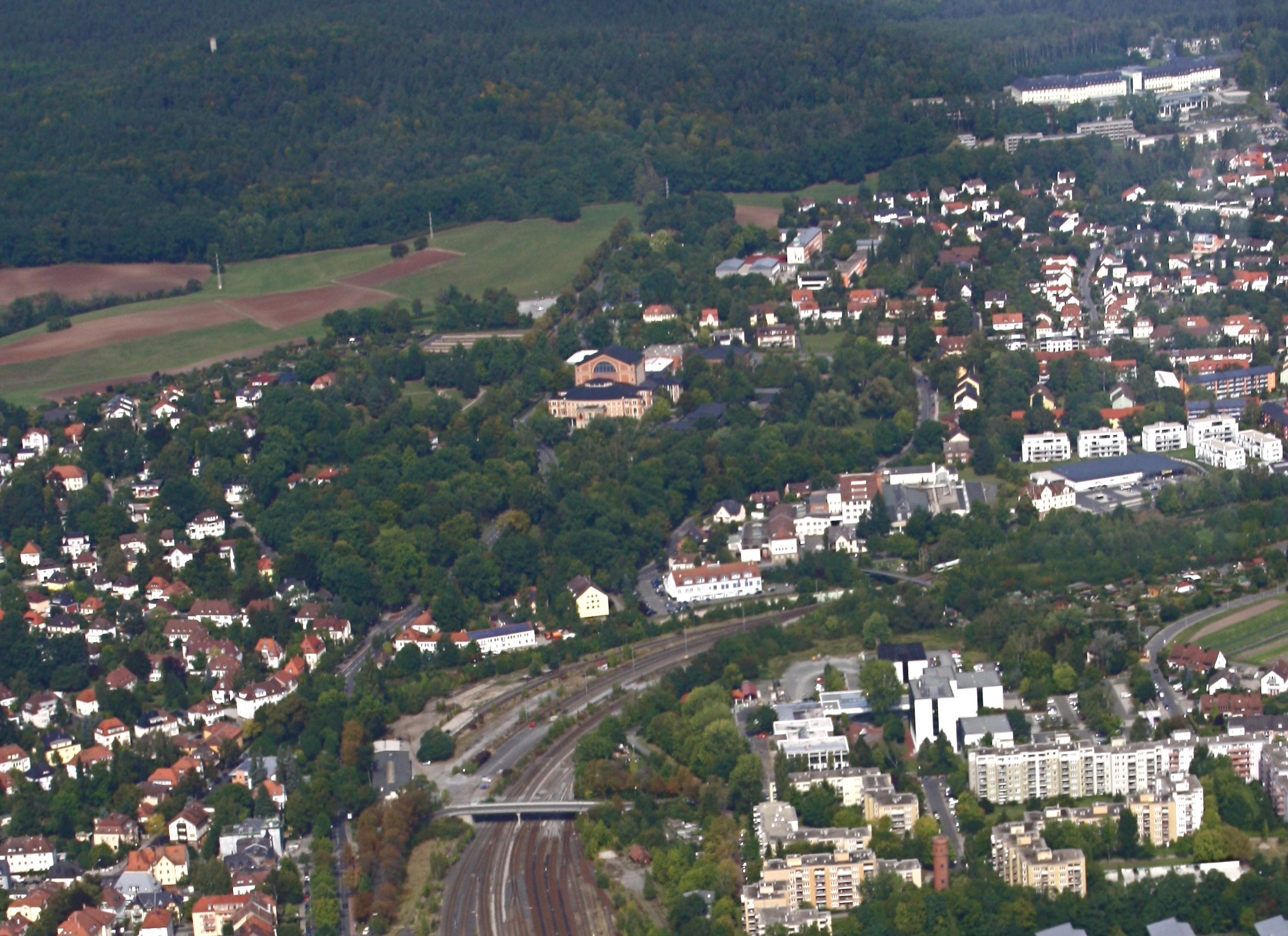
Grüner Hügel mit dem
Richard-Wagner-Festspielhaus

Als Grüner Hügel wird eine Anhöhe in der Stadt Bayreuth bezeichnet, auf der zwischen 1872 und 1875 der Komponist Richard Wagner ein Opernhaus, das Bayreuther Festspielhaus, zur Aufführung seiner Werke errichten ließ. Zugleich steht der Name sowohl für das Festspielhaus selbst als auch für die 1876 gegründeten und dort seit 1951 wieder alljährlich stattfindenden Bayreuther Festspiele.

## Name

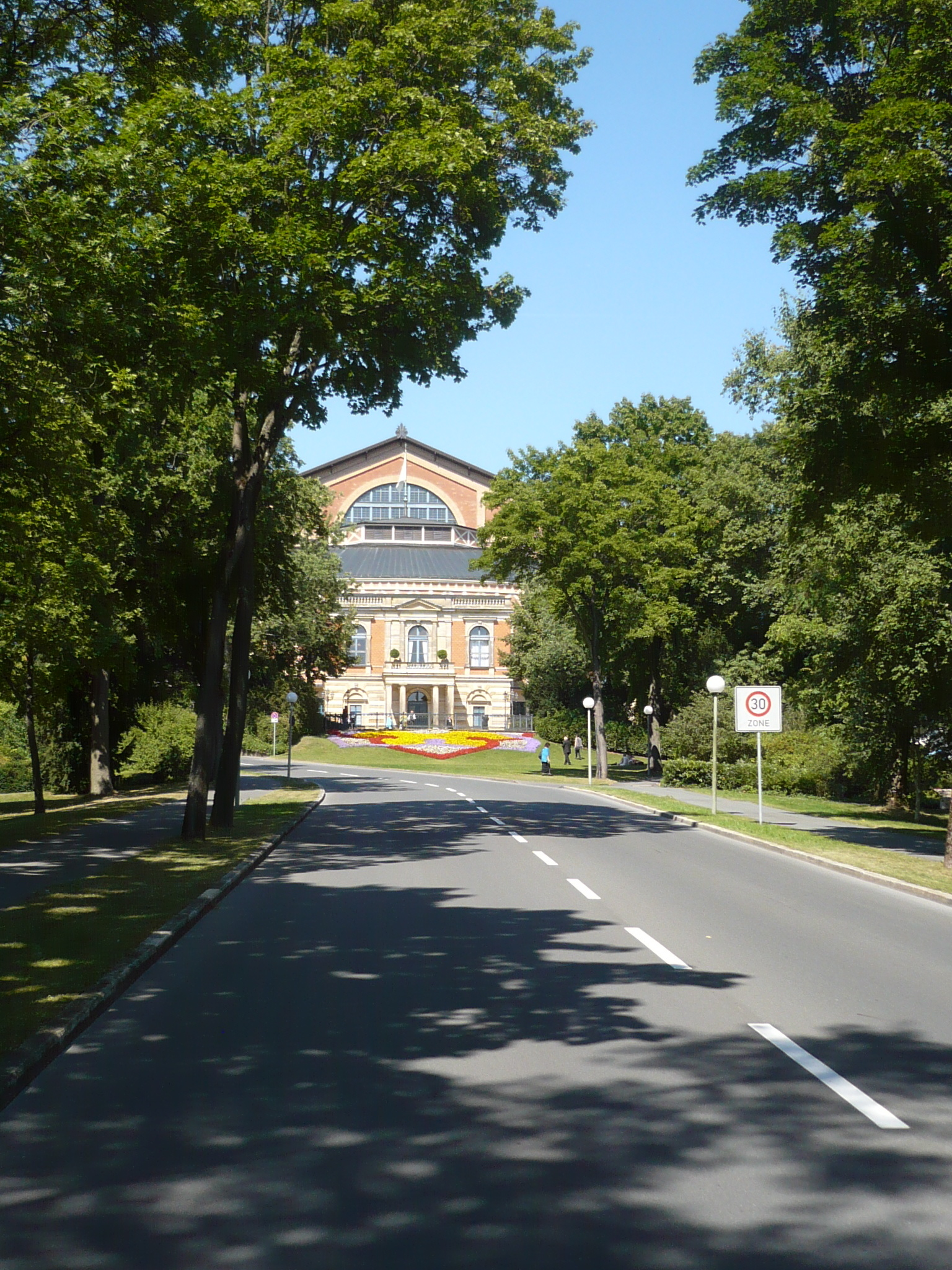
Siegfried-Wagner-Allee (Auffahrt zum Grünen Hügel)

Der Name Grüner Hügel wurde abgeleitet vom gleichnamigen Hügel in Zürich, dem Gabler, auf dem die Villa Wesendonck steht. Wagner wohnte von April 1857 bis August 1858 in einem danebenstehenden bescheidenen Gartenhaus. Dort entstanden Teile seines Ring des Nibelungen und von Tristan und Isolde sowie die Wesendonck-Lieder.
Im örtlichen Sprachgebrauch wird statt Grüner Hügel häufig die Bezeichnung Festspielhügel verwendet.

## Lage
Der Grüne Hügel ist keine eigenständige Erhebung, sondern ein Abschnitt des Südhangs der Hohen Wart im Höhenzug Hohe Warte. Zugleich stellt er die Bebauungsgrenze der Stadt Bayreuth nach Norden hin dar. Südöstlich wird er von der Gartenstadt, im Osten und Nordosten von weitgehend nach dem Zweiten Weltkrieg entstandenen Stadtquartieren eingerahmt.

## Geschichte

Grüner Hügel im Jahr der ersten Festspiele, das Festspielhaus noch ohne den „Königsbau“ an der Stirnseite

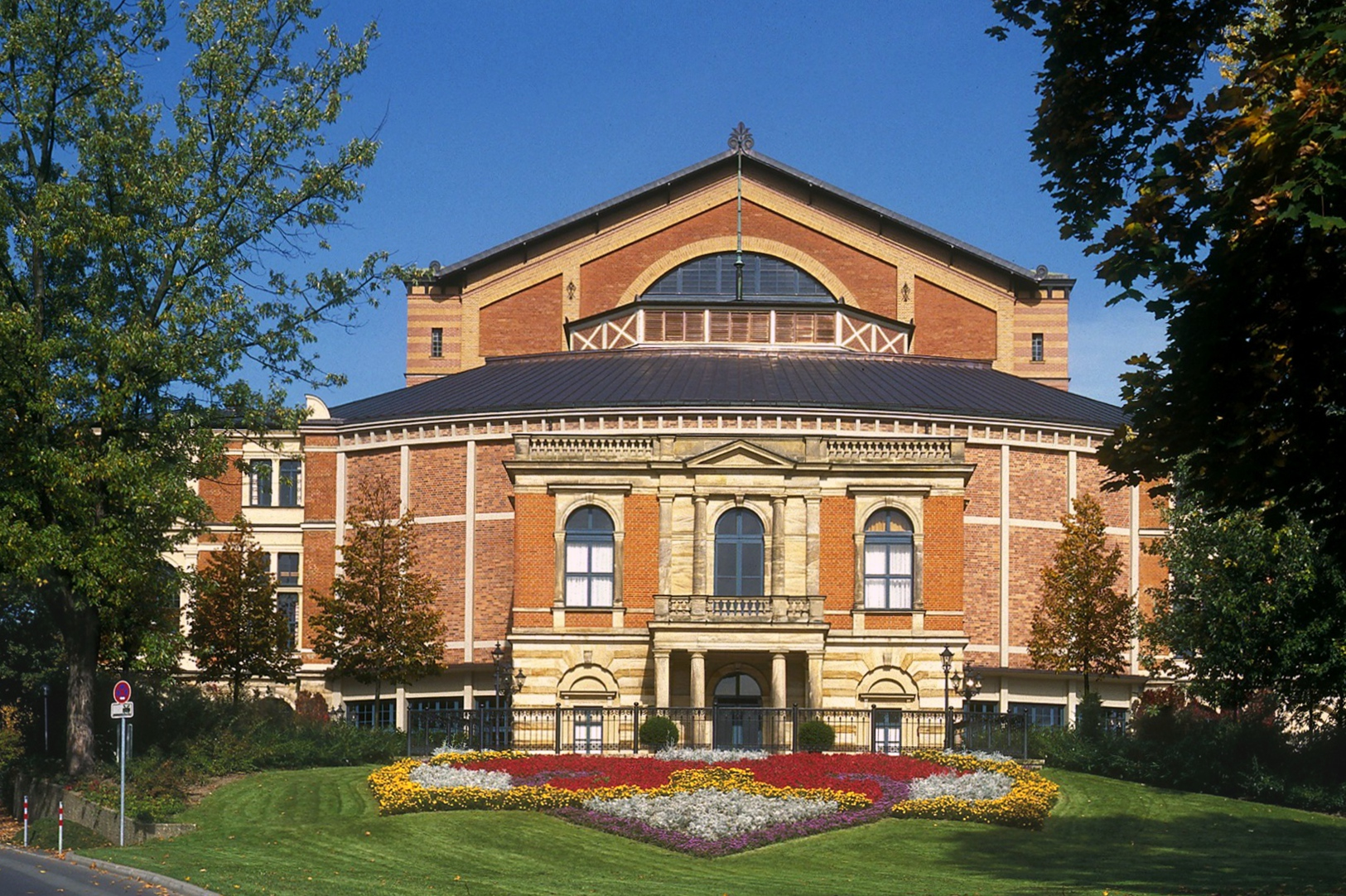
Richard-Wagner-Festspielhaus, im Vordergrund der Königsbau

Bis zum Bau des Festspielhauses war das Gelände ein landwirtschaftlich genutzter Hang, der den Flurnamen Louisenburg trug. Neben dem gleichnamigen Forsthaus und dem Gasthaus Bürgerreuth verzeichnet der Urkataster von 1850 lediglich das „Wirthsgut“ nahe der heutigen Tristanstraße.
Die Bayreuther Festspiele wurden von Richard Wagner selbst ins Leben gerufen. 1864 gab ihm sein Mäzen, König Ludwig II. von Bayern, die Zusicherung zum Bau eines eigenen Opernhauses. Als Standort war zunächst München vorgesehen, der Architekt Gottfried Semper, Wagners Freund aus Dresdener Zeiten, erarbeitete die Pläne. Letztlich favorisierte Wagner Bayreuth, wo er 1871 das Markgräfliche Opernhaus kennengelernt, jedoch für untauglich befunden hatte.
Das Grundstück für sein Opernhaus stellte ihm die Stadt Bayreuth kostenlos zur Verfügung, wobei mit dem Stuckberg und dem Schützenplatz neben dem Grünen Hügel zunächst zwei weitere Standorte zur Diskussion standen. Wegen des dort hohen Grundwasserstands schied der Schützenplatz als Bauplatz aus, der Stuckberg aufgrund des Einspruchs durch einen Schwager des Fabrikanten Louis Rose. Der Bayreuther Bankier Friedrich Feustel überzeugte Wagner vom schließlich gewählten Platz, 1872 wurde mit dem Bau begonnen. Wagner finanzierte ihn weitgehend durch private Spenden, indem er sogenannte Patronatsscheine ausgab, und durch später zurückgezahlte Darlehen der Königlichen Finanzkasse.
Die ersten Festspiele begannen am 13. August 1876 und wurden mit der ersten vollständigen Aufführung des Bühnenfestspiels für drei Tage und einen Vorabend Der Ring des Nibelungen eröffnet. Bei der feierlichen Eröffnung war unter anderem Kaiser Wilhelm I. anwesend, Ludwig II. fehlte jedoch. Der Festspielpark unterhalb des Festspielhauses wurde 1927 angelegt. Die Umgestaltung des bis dahin „ungepflegten und unbegehbaren“ Waldgeländes in ein „anmutiges Vorfeld“ des Festspielhauses erfolgte nach Plänen des Landschaftsarchitekten Gustav Allinger.
Die nationalsozialistischen Machthaber des „Dritten Reichs“ planten einen umfassenden Umbau des Grünen Hügels. Neben einer monumentalen Erweiterung des Festspielhauses sollte auch das umgebende Gelände neu gestaltet werden. Der Verzögerungstaktik Winifred Wagners scheint es zu verdanken zu sein, dass dieses Vorhaben nicht mehr in die Tat umgesetzt werden konnte.

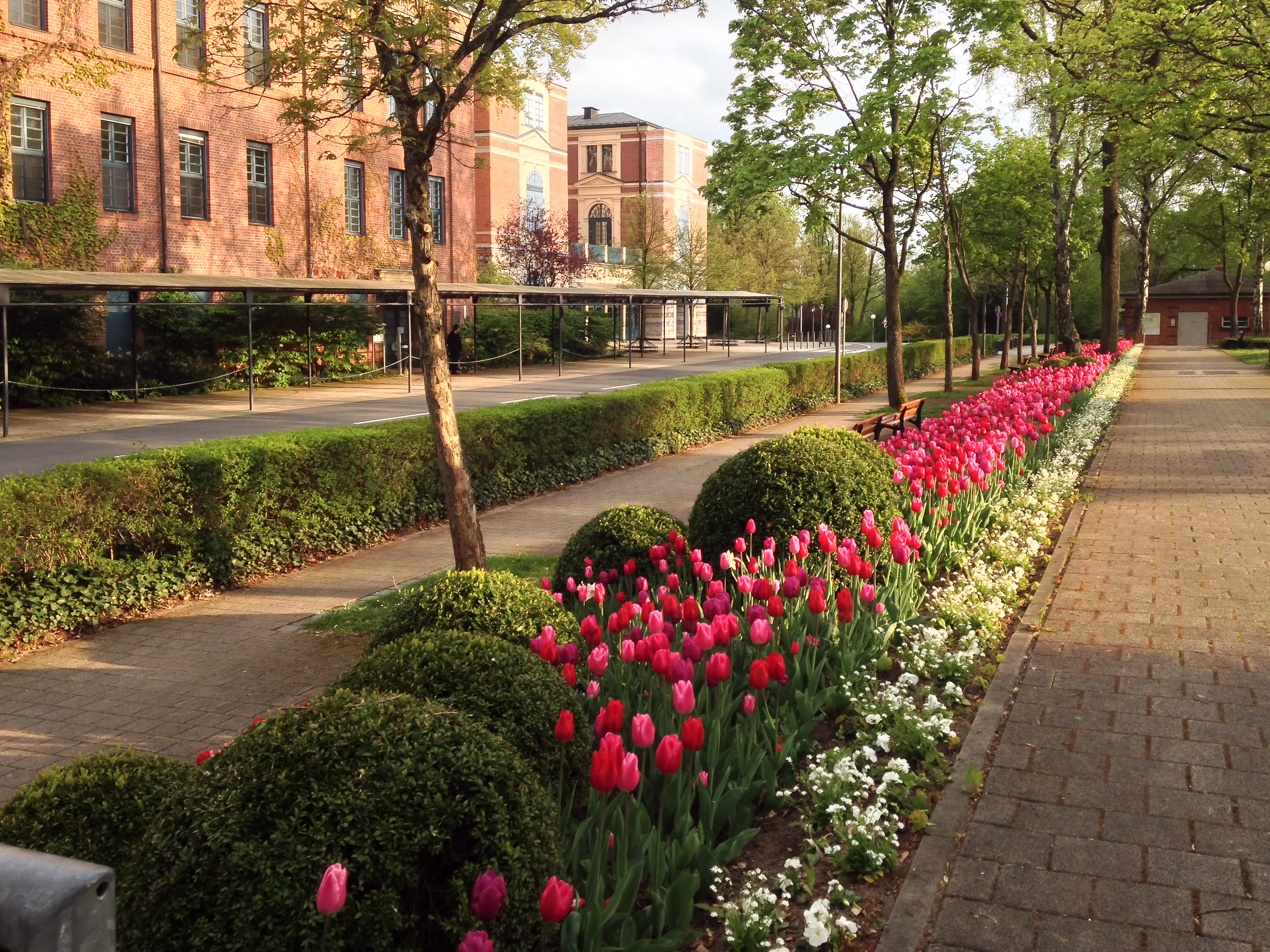
Siegfried-Wagner-Allee

Unterhalb des Festspielhauses sind überlebensgroße Bronze-Porträts von Franz Liszt, Richard Wagner und Cosima Wagner im Garten des Festspielparks aufgestellt, die Arno Breker angeblich im Auftrag der Stadt Bayreuth 1955 bis 1979 schuf. Die Wagner-Büste – sie kam 1976 hinzu – hatte Breker allerdings schon 1939 geschaffen. Am Eingang zum Festspielpark wurde am 9. Juli 1963 die Bronzestatue eines Mannes mit seitwärts ausgestreckten Armen aufgestellt, 'Prometheus' von Frans Huygelen. Karin Neukam schrieb über Huygelens' Schöpfung: „Sein Prometheus ist der machtberauschte, stolze und geniale Titan, der den von ihm geschaffenen Menschen verbunden ist, ihnen die Anfänge der Kultur vermittelt und sie gegen den Willen des Zeus mit dem Feuer beglückt. In seinem rechten erhobenen Arm hält er den markigen Stengel eines Riesenfenchels, mit dem er das Feuer vom Olymp den Sterblichen als viertes Element zu Erde, Luft und Wasser beschert. Mit seiner linken Hand umfasste Prometheus ursprünglich ein Bündel Blitze, das ihm jedoch 1970 über Nacht entwendet wurde. Bis heute wurde es auch nicht wieder ersetzt.“ Bayreuther Bürger störten sich 1963 an der Nacktheit der Figur (es fehlt ihnen ein Feigenblatt), nicht aber daran, dass sie Assoziationen weckt an die Monumentalplastiken Wehrmacht und Partei von Arno Breker im Eingangsbereich („Ehrenhof“) von Hitlers Reichskanzlei.
Traditionell finden die Festspiele vom 25. Juli bis 28. August statt, alleiniger Veranstaltungsort ist das Festspielhaus.

## Beschreibung

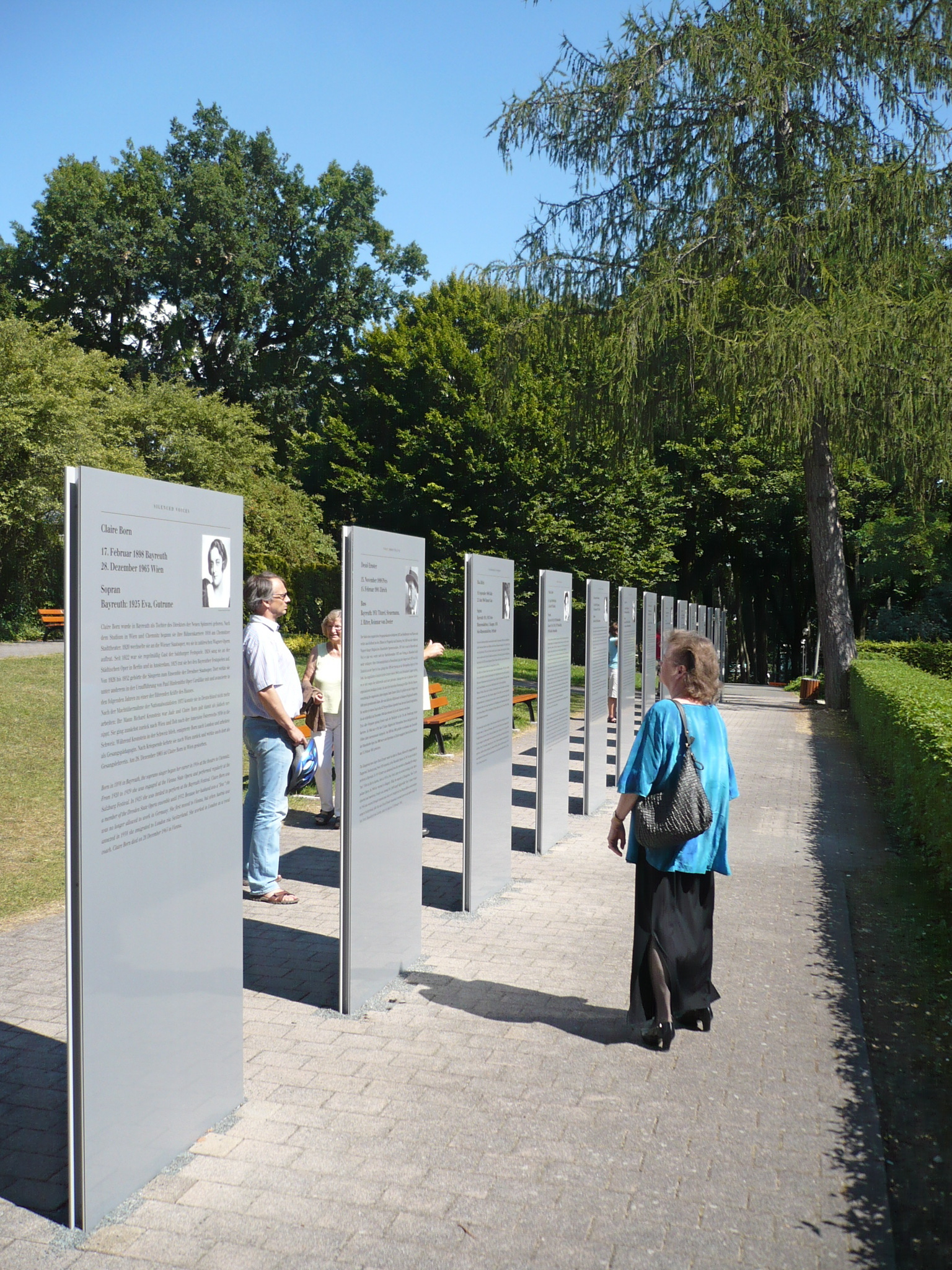
Verstummte Stimmen. Die Bayreuther Festspiele und die Juden 1876–1945 im Richard-Wagner-Park

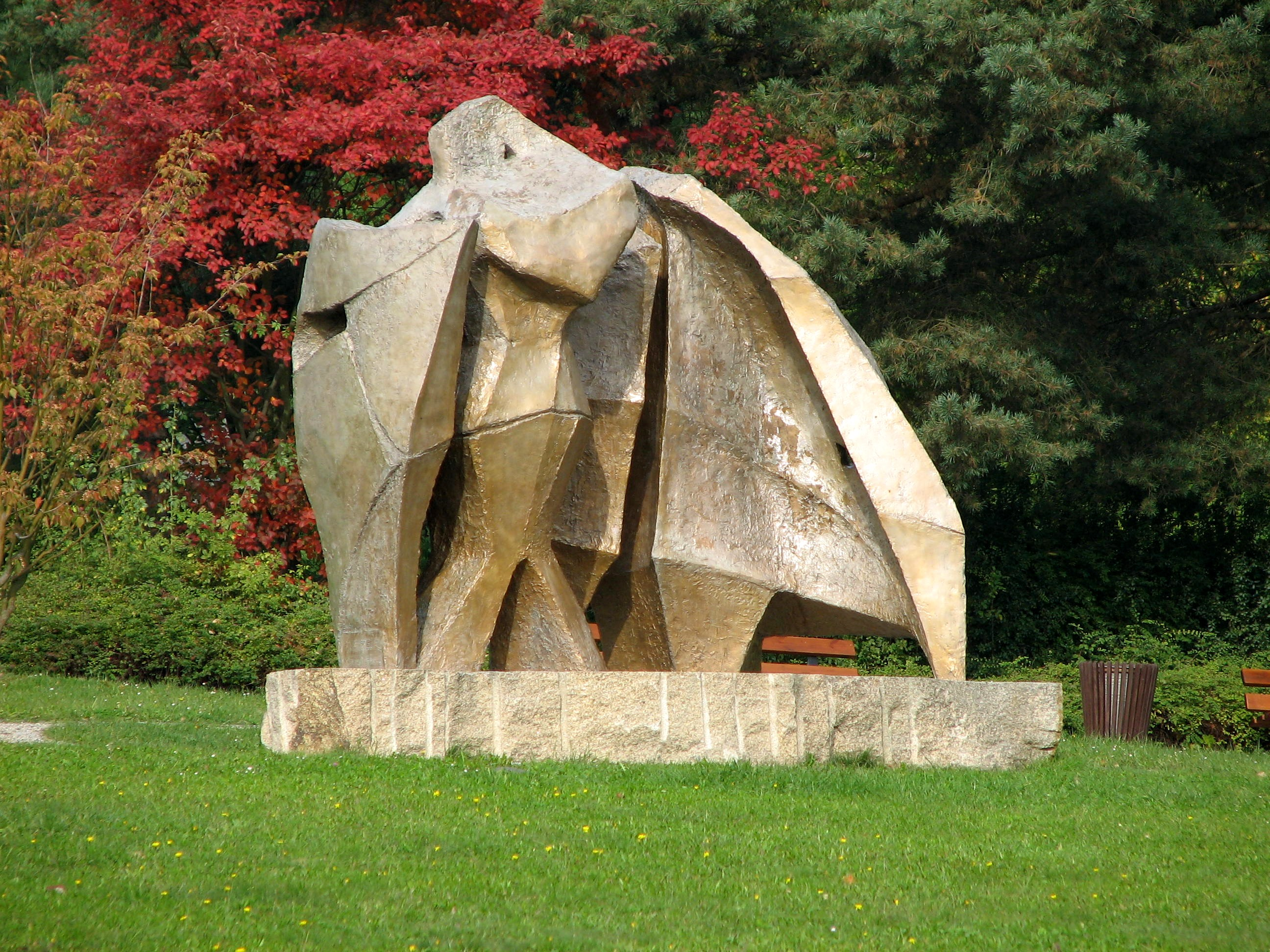
Der Traum von Setsuzo Matsusaka, gestiftet 1996

Der Grüne Hügel beginnt am Fuß des Richard-Wagner-Parks, der von der nach Wagners Sohn Siegfried benannten Siegfried-Wagner-Allee mittig durchschnitten wird. Die am Hang geradlinig ansteigende Straße ist die Blickachse zum Festspielhaus, dessen Vorbau (Königsbau) erst 1882 für Ludwig II. errichtet wurde. Vor dem Festspielhaus knickt sie nach links ab und umgeht das Gebäude auf dessen Westseite.
Im westlichen Teil des Parks, in unmittelbarer Nähe des Festspielhauses, residierte von 1936 bis 1945 der Bayreuther Gauleiter Fritz Wächtler in einer prächtigen Villa. Das Gebäude wurde 1999 abgerissen. Gegenüber, vor dem Festspielrestaurant neben dem Festspielhaus, erinnert seit 2012 die Ausstellung Verstummte Stimmen an Sänger, Orchestermusiker und Mitglieder des Festspielchores, die in Bayreuth wirkten und während der Zeit des Nationalsozialismus aus unterschiedlichen Gründen – meist ihrer jüdischen Herkunft wegen – nicht mehr auftreten durften.
Das östlich neben dem Festspielhaus befindliche Festspielrestaurant diente nach dem Zweiten Weltkrieg bis 1950 als Lager für ca. 500 Flüchtlinge.
Nördlich des Festspielhauses, hinter der 1962 übergebenen Alexander-von-Humboldt-Realschule, steht kurz vor dem Waldrand das 1839 eingeweihte Gasthaus Bürgerreuth. Es wurde von der Stadt Bayreuth im Schweizer Stil erbaut, Richard Wagner und seine Frau Cosima suchten es häufig auf.
Der Westhang des Grünen Hügels in Höhe der Bürgerreuth dient den Bayreuther Kindern im Winter als beliebter Platz zum Schlittenfahren. Er trägt den Namen „Judenwiese“, wobei die Herkunft dieser Bezeichnung ungeklärt ist. Ein entsprechender Flurname existierte jedoch im heutigen Stadtteil Birken, das dortige Gelände wurde einst ebenfalls als Rodelberg genutzt. Möglicherweise wurde er auf den Hang an der Bürgerreuth übertragen.
Südlich der Judenwiese liegt das Freiluftbad Bürgerreuth mit einer Kneipp-Anlage, das der im Jahr 1900 gegründete Bayreuther Naturheilverein am 10. Juni 1905 eröffnete. Gegenüber einer bereits existierenden Anlage nahe dem Röhrensee galt die Luft des neuen „Licht-Luft-Bads“ wegen seiner Höhenlage als „von absoluter Reinheit“.

## Sonstiges
Im Sommer 1950, noch in der Zwangspause der Festspiele nach dem Ende des „Dritten Reichs“, fand am Grünen Hügel ein Seifenkistenrennen statt. Am 5. Juni gingen vor fast 5000 Zuschauern 37 Jugendliche mit selbstgebauten Fahrzeugen an den Start. Die 300 Meter lange Rennstrecke führte vom Festspielhaus zur Kreuzung unterhalb des Hügels, sie wurde vom schnellsten Fahrer in 32,2 Sekunden zurückgelegt.